# Русский язык (всеславянский)
«Русский» язык (Ruski jezik), в литературе иногда называется также всеславянский язык — искусственный панславянский язык, который разрабатывался хорватским священником Юрием Крижаничем во время его ссылки в Сибирь. Начиная с 1661 года он постепенно создаёт, на базе церковнославянского, народного русского и литературного хорватского языков с отдельными лексическими элементами польского и украинского, единый славянский литературный язык, именуемый им «Руски језик». Его труды были изданы два века спустя — в 1860-х годах.
В процессе создания этого языка Крижанич старался избавить его от присутствия латинских и греческих заимствований и сделать его максимально понятным для всех славян. Когда-то эту роль успешно выполнял старославянский язык, но к XVII веку различия между славянскими языками стали более резкими и старославянский стал языком православного богословия.
Сам Крижанич считал, что для того, чтобы славяне могли давать отпор турецким и немецким захватчикам, было необходимо сплотить славян вокруг Царства Русского, а это было бы невозможно без единого языка.
«Всем Славянским народам глава — народ Русский, и русское имя потому, что все словяне вышли из русской земли, основали три государства и прозвались: болгары, сербы и хорваты; другие из той же русской земли двинулись на запад и основали государства ляшское и моравское или чешское. Те, которые воевали с греками или римлянами, назывались словинцы, и потому это имя у греков стало известнее, чем имя русское, а от греков и наши летописцы вообразили, будто нашему народу начало идет от словинцев, будто и русские, и ляхи, и чехи произошли от них. Это неправда, русский народ испокон века живет на своей родине, а остальные, вышедшие из Руси, появились, как гости, в странах, где до сих пор пребывают. Поэтому, когда мы хотим называть себя общим именем, то не должны называть себя новым словянским, а стародавним и коренным русским именем. Не русская отрасль плод словенской, а словенская, чешская, ляшская отрасль — отродки русского языка. Наипаче тот язык, которым пишем книги, не может поистине называться словенским, но должен называться русским или древним книжным языком. Этот книжный язык более подобен нынешнему общенародному русскому языку, чем какому-нибудь другому словянскому. У болгаров нечего заимствовать, потому что там язык до того потерян, что едва остаются от него следы; у поляков половина слов заимствована из чужих языков; чешский язык чище ляшского, но также немало испорчен; сербы и хорваты способны говорить на своем языке только о домашних делах, и кто-то написал, что они говорят на всех языках и никак не говорят. Одно речение у них русское, другое венгерское, третье немецкое, четвертое турецкое, пятое греческое или валашское, или альбанское, только между горами, где нет проезда для торговцев и инородных людей, уцелела чистота первобытного языка, как я помню из моего детства».
Всеславянский язык обладал так называемой подвижностью, то есть внутри языка можно было с помощью нескольких старых слов создавать новые для новых явлений и предметов. Например:
- гостогонство — гонение на купцов
- чужебесие — преклонение перед иностранным
- людодёр — тиран

Также Юрий Крижанич приложил все усилия для того, чтобы единый язык был не только понятным, но и логичным и простым.
В качестве письменного алфавита могла использоваться как модифицированная латиница, так и модифицированная кириллица.